# Macrargus excavatus
Macrargus excavatus är en spindelart som först beskrevs av O. Pickard-Cambridge 1882.  Macrargus excavatus ingår i släktet Macrargus och familjen täckvävarspindlar. Inga underarter finns listade i Catalogue of Life.